# 43.ª Brigada Motorizada del Ejército de la República Srpska
La 43.ª Brigada Motorizada del Ejército de la Republika Srpska (Vojska Republike Srpske - VRS) fue, inicialmente, una unidad regular del Ejército Popular Yugoslavo (Jugoslovenska Narodna Armija - JNA) con asiento en el cuartel Zarko Zgonjanin, en la ciudad de Prijedor (Bosnia y Herzegovina). Con su nombre original de 343.ª Brigada Motorizada, integraba el orden de batalla del 5.º Cuerpo de Banja Luka.
La Brigada 343 combatió en el cuarto trimestre de 1991 en Eslavonia Occidental durante la Guerra de Croacia. Ante el repliegue del JNA de Bosnia en el año 1992, pasó a ser parte del Ejército de la Republika Srpska (VRS) siendo renombrada como Brigada Motorizada 43 Prijedor enmarcada en el también renombrado 1.er Cuerpo de la Krajina (1.KK) de Banja Luka.
Luchó en Posavina, Bihać y en el área de Prijedor durante la Guerra de Bosnia entre 1992 y 1995. Actualmente se encuentra desmovilizada.

## Dependencia y movilización
La Brigada Motorizada 343 integraba el orden de batalla del 5.º Cuerpo del JNA cuando el 16 de septiembre de 1991 recibió la orden de movilización. La misma tuvo lugar en momentos muy difíciles ya que el Regimiento 343 estaba siendo transformado a brigada, proceso que entonces no había sido finalizado. El material y el armamento no se encontraba completo.
Los musulmanes no respondieron al llamado por lo que solo el 42,3 % de los puestos fueron completados. La dotación de personal provenía de los alrededores de Prijedor. La municipalidad homónima era de leve mayoría musulmana (según el censo de 1991, contaba con 112 470 personas: 43,8 % musulmanes, 42,2 % serbios, 5,6 % croatas; y 5,7 % yugoslavos).
El Ejército Popular Yugoslavo dejó oficialmente Bosnia y Herzegovina el 12 de mayo de 1992, poco después de la independencia, declarada por Bosnia en abril. Sin embargo, la mayor parte de la cadena de mando, armamento y personal militar de mayor rango, incluido el general Ratko Mladić, permanecieron en Bosnia y Herzegovina como parte del VRS
Como consecuencia de la transición de las unidades del JNA en Bosnia y Herzegovina en mayo de 1992 en el (inicialmente) Ejército de la República Serbia de Bosnia y Herzegovina (VSR BiH) y más tarde el Ejército de la República Srpska (VRS) y con el cambio de nombre del 5.º Cuerpo JNA en 1.er Cuerpo de la Krajina del VRS, la brigada fue redesignada como la 43.ª Brigada Motorizada.
Para unificar el comando y el control de las unidades en el área de Prijedor, el 5.º Cuerpo estableció en mayo, el Comando Regional de Prijedor basado en el comando de la guarnición que existía en el cuartel Zarko Zgonjanin. El comandante de la 43.ª Brigada Motorizada era al mismo tiempo comandante del Comando Regional de Prijedor.
A medida que la situación en Bosnia y Herzegovina se deterioraba, el control de las TO se volvió cada vez más importante. El 15 de abril de 1992, la Presidencia de la República Serbia de Bosnia y Herzegovina (RS BiH) adoptó una decisión anunciando un estado de amenaza inminente de guerra y la movilización de la TO en todo el territorio de la RS BiH. Todos los reclutas fueron obligados a ponerse a disposición de los comandos municipales de las TO.
El 12 de mayo, durante la 16.ª Sesión de la Asamblea del Pueblo Serbio en Bosnia y Herzegovina se estableció el Ejército de la República Serbia de Bosnia y Herzegovina (VRS) estableciendo que las unidades y el personal de TO existentes serían renombrados en los comandos y unidades del nuevo VRS y se inició un proceso de integración total del TO.

## Historial de guerra de la brigada

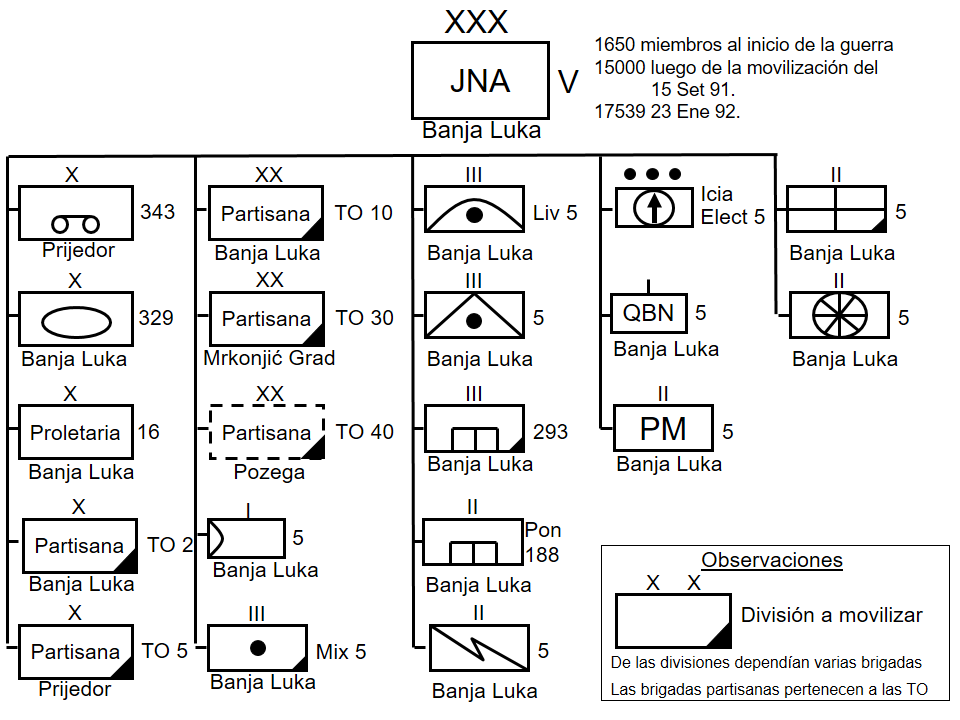
Organización del 5.º Cuerpo del JNA. Julio de 1991

### 1991. Operaciones en Croacia (343.ª Brigada Motorizada del JNA)
El 17 de septiembre de 1991, la brigada recibió la orden de enviar un batallón motorizado reforzado al área de Stara Gradiška. El 19, el segundo batallón dejó Karani (Brezičani), con reclutamiento en Rakelići, Ćela, Gomjenica y fue enviado a Croacia (Sector Novska: Lovska, Trokut, Bujavica, Kuknjevac), junto con la 16.ª Brigada Proletaria Motorizada. Allí permanecerá hasta junio de 1992. El mismo día, el resto de la brigada también cruzó el río Sava para ser empeñada en Eslavonia Occidental. Allí fue reforzada por fracciones de las TO.
Su bautismo de fuego fue la captura de Gornji Varos el 20 de septiembre a las 0500. El 25, la brigada se encontraba desplegada en Kusonje, Bair, Bujavica y Pakrac. El 3 de octubre, ocupó Gornji Čaglić y Lipik el 11, cuando sufrió el primer muerto en combate. Desde el 19 septiembre a fin de diciembre, la brigada cubrió un frente de 34 km.
El 17 de octubre, unos 300 soldados del 3er Batallón de la Brigada 343 desertaron de sus posiciones en Dereza y marcharon a Prijedor en momentos que no había combates en el lugar.
A fin de octubre, la brigada completa es replegada a Prijedor para descanso hasta el 17 de noviembre cuando regresa a sus posiciones. El retorno fue a posiciones desfavorables dado que los croatas habían atacado Jagma, Kukunjevak y Subocka. Entonces, la 343.ª Brigada Motorizada regresó a la dirección de Bijela Stijena - Lipik - Pakrac. Poco después de que la brigada llegó a Eslavonia Occidental, una compañía voluntaria de la Brigada bajo el liderazgo de Momčilo Radanović - Ciga fue desplegada en el área de Kricka - Brezovac - Livadani - Korita. Según algunas fuentes, se puede suponer que otras fracciones la brigada estaban estacionadas en el área cuando se produce la toma croata del Motel Trokut el 19.
Como consecuencia de la recuperación croata de Lipik (Operación Orada), parte de los miembros de la brigada abandonó sus puestos. El comando del 5.º Cuerpo JNA los reemplazó en Japaga, Kovačevac Čaglićki y Radjenovci con miembros de la 122.ª Brigada traídos de Gornji Varoš - Uskoci.
Con el alto al fuego del 3 de enero de 1992, firmado en Sarajevo el día anterior, y en el marco del Plan Vance, la brigada permaneció en Eslavonia Occidental brindando seguridad. Previo traspaso de la responsabilidad del sector a UNPROFOR, el 1 de julio de 1992 la unidad finalizó su repliegue a Bosnia y Herzegovina.

### 1992. Operaciones en Bosnia

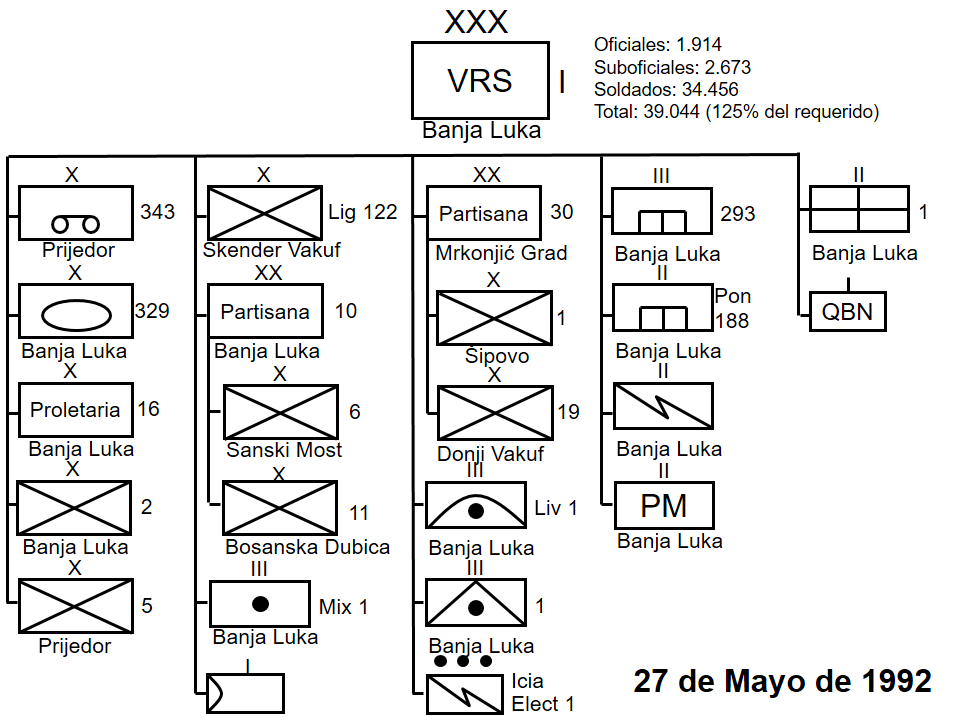
Organización Ier Cuerpo de la Krajina del VRS. Mayo 1992

Evolución de la situación en Prijedor
Luego de las elecciones en Bosnia de noviembre de 1990, las fuerzas políticas serbias estaban preocupadas por el balance demográfico cambiante a favor de la población musulmana. Se convirtió en uno de los temas centrales en la vida política del municipio durante 1991 y 1992.
Durante la guerra en Croacia en 1991, la tensión aumentó entre la comunidad serbia en Prijedor y sus comunidades musulmanas y croatas. Hubo una gran afluencia de refugiados serbios provenientes de Eslovenia y Croacia. Al mismo tiempo, musulmanes y croatas comenzaron abandonar la zona debido a una creciente sensación de inseguridad y miedo.
La propaganda pro-serbia se hizo cada vez más visible. Una unidad paramilitar serbia se apoderó de la estación transmisora en el Monte Kozara en agosto de 1991. La TV Sarajevo fue cortada y reemplazada por transmisiones de Belgrado y Banja Luka. Los medios serbios propagaron la idea de que los serbios tenían que armarse para evitar ser masacrados como lo fueron durante la Segunda Guerra Mundial.
En la reunión de la Junta Municipal de Prijedor del SDS[Nota 2][Nota 2] el 27 de diciembre de 1991, los representantes de SDS decidieron derrocar a las autoridades legítimas existentes de Prijedor y reemplazarlos con leales y formar cuerpos serbios independientes. En la sesión del 7 de enero de 1992, los miembros serbios de la Asamblea Municipal de Prijedor y los presidentes de las Juntas Municipales locales del SDS proclamaron la Asamblea del Pueblo Serbio de la Municipalidad de Prijedor.
A fines de abril de 1992, se crearon varias estaciones de policía serbias clandestinas en el municipio y más de 1500 hombres armados estaban listos para tomar el control de las instituciones de gobierno de Prijedor. En la noche del 29 al 30 de abril de 1992, las fuerzas serbias tomaron el control de Prijedor "sin hacer un solo disparo".
Sin embargo, es después de que las fuerzas políticas, militares y policiales serbias de Bosnia tomaron el control de Prijedor cuando cometieron la mayoría de los crímenes que el TPIY ha juzgado. Fue entonces cuando establecieron los campos de Omarska, Keraterm y Trnopolje, que eran conocidos por la depravación de los crímenes cometidos allí. La evidencia en varios casos ante el TPIY demostró que dichos campos no fueron establecidos por casualidad sino que fueron el resultado de una política intencional para imponer un sistema de discriminación contra la población no serbia de Prijedor.
Cuando la brigada regresó de Croacia de descanso en octubre de 1991, las tensiones intercomunales se habían incrementado. Ante la situación, el comando de brigada se contactó con el liderazgo del SDS dándoles importantes apoyos para la defensa de los serbios en caso de ataque musulmán. Realizó inteligencia sobre las actividades y planes del SDA en toda la región. El camplo de Karatern estaba bajo responsabilidad de la brigada 43
Combates de la brigada (43.ª Brigada Motorizada del Ejército de la Republika Srpska)
Aunque una parte de la brigada se encontraba en Eslavonia Occidental hasta julio de 1992, otra parte importante, incluida su artillería, ya se encontraba en el área de Prijedor en abril/mayo de 1992.
En clima de fuerte tensión entre serbios y musulmanes en el norte de Bosnia, dos soldados de la brigada fueron muertos a la noche del 22 de mayo en un incidente en un piquete en Hambarine, cinco kilómetros al sudeste de Prijedor. En la tarde del día siguiente, elementos de la brigada ingresaron combatiendo a la aldea. Allí hubo aproximadamente 400 refugiados, en su mayoría mujeres, niños y ancianos que huyeron como resultado del ataque que vio a las tropas serbias matar, violar y incendiar casas.
Desde inicio de mayo, varias barricadas fueron colocadas al ingreso de la aldea de Kozarac (ubicada sobre la ruta Prijedor - Banja Luka) por musulmanes armados. En la mañana del 24, una columna de vehículos militares que pasaba por la ruta fue atacada. Eso provocó el envío de un batallón motorizado de la Brigada 43, apoyado por dos baterías obuses 105 mm y un escuadrón de tanques M-84. En la aldea y sus alrededores se encontraban unos 1000 miembros de la fracción Boinas Verdes sin armas pesadas. Los combates duraron entre el 24 y el 27 e incluyeron a las aldeas de Kozaruša, Trnopolje, Donji Jakupovici, Gornji Jakupovici, Benkovac, Ratković. Al ingreso de las tropas serbias al sector lo siguió una limpieza étnica a todos los que no fueran serbios. Mucha de la población masculina fue trasladada a los campos de Keraterm, Omarska, Trnopolje.
El 27 de mayo de 1992, el teniente general Momir Talić, comandante del 1.er Cuerpo de Banja Luka, fue informado de que 800 personas habían muerto en el ataque a Kozarac y que otras 1200 habían sido capturadas. Las bajas por parte de las unidades del Cuerpo fueron cuatro soldados muertos y quince heridos.
El 30 de mayo, se produce un ataque sobre instalaciones militares (cuartel de la brigada) y policiales en Prijedor por parte de fuerzas musulmanas en un número aproximado de 80. Ello provoca la muerte de 14 miembros de la brigada y 26 heridos.
El 10 de junio, el comando del 1.er Cuerpo VRS impartió la orden de defensa y seguridad y acciones ofensivas en su territorio. La brigada recibió la orden de mantener sus posiciones defensivas en Eslavonia Occidental mientras que el Grupo Táctico Prijedor (parte de la Br 343; la br 6 y unidades recientemente formadas bajo el mando del jefe de Estado Mayor de la Br 343) debe establecer el comando y control de todas las unidad y debe mantener abiertos los caminos Prijedor - Banja Luka y Ključ - Sanski Most - Prijedor y eliminar focos de crisis.
El 29 de junio el segundo Batallón es enviado a participar en la Operación Corredor. Integró el cuarto Grupo Táctico, con el comandante de la brigada, coronel Radmilo Željaja, como jefe del grupo. Entonces, el cuarto batallón fue formado en Rakelići mientras la brigada se encontraba en Croacia. El 4 de julio fue presentado en el estadio de Saničani.

### 1993 y 1994. Operaciones en Bosnia
El cuarto Batallón fue enviado al sector de Gradačac. Una compañía operó en Gorice (municipio de Orašje), otra en Tešanj, luego Teslić y luego Ozren. Al batallón se le asignó el área de Šeher y luego Boderište Participó en las operaciones Sadržaj, Breza, Drina y Štit.

### 1995. Operaciones en Bosnia
En 1995, la brigada volvió a Prijedor defendiendo satisfactoriamente su lugar de origen en la última batalla de la guerra, la operación Operación Vaganj 95. En la misma enfrentó al 5.º Cuerpo de la ARMIJA avanzando desde Sanski Most deteniendo a los combatientes bosniacos en Alisic Gorge, en la línea Stara Reka - Ljubija.

## Orden de batalla

### Personal
Durante el despliegue en Eslavonia occidental. la brigada no pudo movilizar toda su capacidad. Desplegó en Croacia con solo el 42 % de su fuerza por la no respuesta de los musulmanes. A principios de 1992, personal del 5.º Cuerpo inspeccionó la brigada, quien informó que se movilizó al 47 % de su efectivo (un total de 2065 hombres). A pesar de esto, se reportó que “la satisfacción de los hombres es visible, están motivados y, en general, es posible contar con la unidad y su desempeño exitoso en la tarea de combate. También se debe tener en cuenta que a fines de mayo de 1992, debido a la continua movilización, la fuerza de la brigada había aumentado considerablemente a un total de 5806 hombres, una cifra que estaba por encima de la fuerza establecida de la unidad.
El 24 de mayo, la brigada se encontraba a un efectivo del 121 % con respecto al requerimiento operacional (6.124 integrantes).

### Organización
La Brigada JNA 343 consistió en una serie de batallones con varias unidades de apoyo (incluyendo un grupo de artillería, un batallón de ingenieros y una compañía de reconocimiento). Comprendía a cinco batallones de infantería, una unidad de reconocimiento y sabotaje y un batallón Logístico. El 22 de mayo de 1992, se convirtió en la 43.ª Brigada Motorizada VRS.
Posteriormente, la brigada contó con dos batallones blindados, dos de infantería, una compañía de policía militar, un grupo de artillería, ingenieros, escuadrón de moteros, unidad de apoyo y destacamento de reconocimiento.

### Personalidades
Al inicio de la Guerra de Croacia, el comandante de la brigada era el coronel Vladimir Arsić y su Jefe del Estado Mayor fue el teniente coronel Radmilo Zeljaja. En octubre de 1992, Željaja fue ascendido a Coronel y puesto al mando de la Brigada.